# Magnetischer Meridian

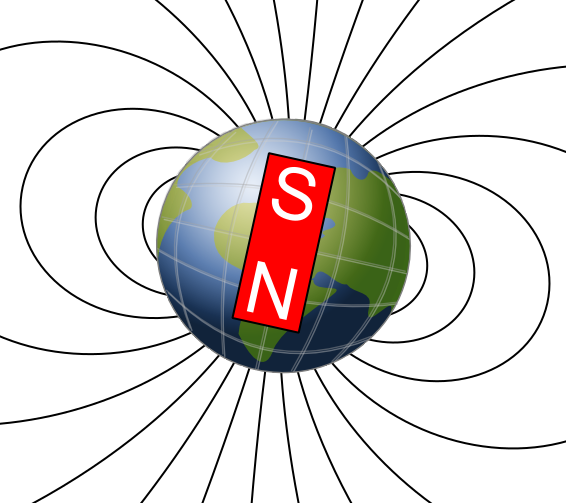
Feldliniendarstellung des gesamten den erdnahen Raum erfüllenden Erdmagnetfeldes

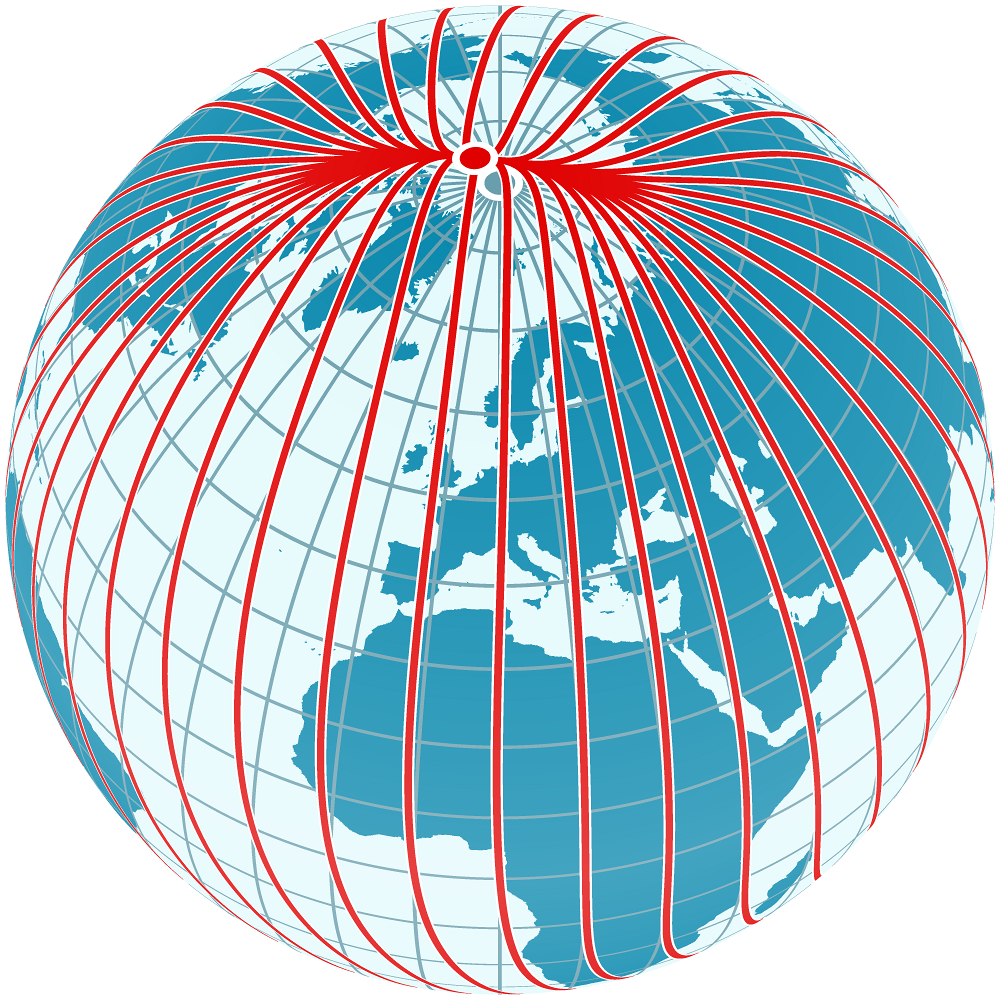
Meridiandarstellung des oberflächennahen Erdmagnetfeldes. Die magnetischen Meridiane sind als rote, die geographischen Meridiane und Breitenkreise als blaue Linien gezeichnet. Die Winkel zwischen den magnetischen und den geographischen Meridianen entsprechen der örtlichen Deklination.

Ein magnetischer Meridian des Erdmagnetfeldes gibt die Richtung an, in welche die horizontale Komponente des Magnetfeldes zeigt. Dies ist auch die Richtung, in die sich ein Kompass einstellt.

## Erdmagnetfeld
Die Feldlinien des Erdmagnetfeldes treten an allen Orten südlich des magnetischen Äquators (nicht nur am Pol) unter einem mehr oder weniger steilen Winkel (Inklinationswinkel) aus der Erdoberfläche aus, laufen teilweise weit ausschwingend durch den erdnahen Raum und treten auf der (magnetischen) Nordhalbkugel unter einem ähnlichen Winkel wieder in die Erdoberfläche ein. Die örtliche Richtung einer Feldlinie hat daher eine Horizontal- und eine Vertikalkomponente. Für die Kompassnavigation ist nur die Horizontalkomponente von Belang. Sie wird durch die Richtung des magnetischen Meridians beschrieben.

## Magnetischer Meridian als Ebene
Eine Magnetnadel, die in ihrem Schwerpunkt so aufgehängt ist, dass sie in horizontaler wie auch vertikaler Richtung frei schwingen kann, wird sich parallel zu den örtlichen Feldlinien einstellen (insbesondere also geneigt sein). Wählt man eine vertikale Ebene so, dass sie die Magnetnadel enthält, so spiegelt die Ausrichtung dieser Ebene die Horizontalkomponente sowohl der Nadelausrichtung als auch der Feldlinienrichtung wider, während sie unabhängig von der Neigung der Nadel ist. Die formale Definition des magnetischen Meridians lautet:
Eine vertikale Ebene durch die magnetische Achse einer frei schwingenden aber zur Ruhe gekommenen Magnetnadel heißt der magnetische Meridian des Beobachtungsortes.
Der magnetische Meridian wird hier nicht als Linie, sondern als Ebene aufgefasst. Definiert man den geographischen Meridian ebenfalls als eine Ebene (nämlich als die Meridionalebene, welche den Beobachtungsort und die beiden geographischen Pole enthält), so ist die magnetische Deklination einfach der Winkel zwischen diesen beiden Meridianebenen.
Die Betrachtung als Ebene hat den Vorteil einer einfacheren mathematischen Behandlung und einer einfacheren Ausdrucksweise. Sie erlaubt, auf knappe Weise von der Horizontalkomponente des Magnetfeldes zu sprechen, ohne sich um die Vertikalkomponente kümmern zu müssen. Anstatt „eine Nadel so auszurichten, dass die Horizontalkomponente ihrer Ausrichtung parallel zur Horizontalkomponente der Feldlinien liegt, wobei ihre Neigung beliebig ist“, spricht man kürzer davon, „die Nadel in den magnetischen Meridian zu bringen“.
Kompassnadeln sind nicht völlig frei beweglich gelagert, sondern so, dass sie stets horizontal liegen. Sie reagieren daher nur auf die Horizontalkomponente des Erdmagnetfeldes und kommen in derselben Meridianebene zur Ruhe wie eine frei bewegliche Nadel. Dass beide dann mit unterschiedlicher Neigung in dieser Ebene liegen, ist für die beabsichtigte Richtungsanzeige unerheblich und wird angemessen durch den Begriff der Meridianebene beschrieben, der ebenfalls von der Neigung unabhängig ist.

## Magnetischer Meridian als Linie
Es ist allerdings auch üblich, sowohl den magnetischen als auch den geographischen Meridian als Linien aufzufassen, die sich als Projektion der betreffenden Vertikalebenen auf die Erdoberfläche ergeben. Diese Linien können dann auf Karten dargestellt werden. Eine solche Karte zeigt also nicht die Feldlinien, sondern Linien, welche in jedem Punkt dieselbe Richtung haben wie die Horizontalkomponente der oberflächennahen örtlichen Feldlinien.

## Magnetische Meridiane und Feldlinien
Die magnetischen Meridiane sind sorgfältig von den magnetischen Feldlinien zu unterscheiden. Die Meridiane beschreiben die Richtung des oberflächennahen Magnetfeldes und damit nur die jeweils oberflächennahen Abschnitte der örtlichen Feldlinien. Die im Erdinneren oder weit im Raum liegenden Abschnitte der Feldlinien sind für den Kompassbenutzer nicht von Interesse und werden von den Meridianlinien auch nicht dargestellt.
Die Meridiane beschreiben die Horizontalkomponente des Verlaufs der Feldlinien und ignorieren deren Vertikalkomponente. Die Meridiane selbst haben – als Flächen aufgefasst – keine definierte Vertikalkomponente oder verlaufen – als Linien aufgefasst – definitionsgemäß horizontal.
Alle Meridiane beginnen am antarktischen Magnetpol und enden am arktischen Magnetpol. Dazwischen verlaufen sie entlang der Erdoberfläche als eine Linie, deren Verlauf überall der von Kompassen angezeigten Richtung folgt. Die Feldlinien hingegen treten über die Südhalbkugel verteilt aus der Erdoberfläche aus (besonders dicht in der Nähe des Magnetpoles) und über die Nordhalbkugel verteilt in die Erdoberfläche ein.

## Meridiandarstellungen des Erdmagnetfeldes

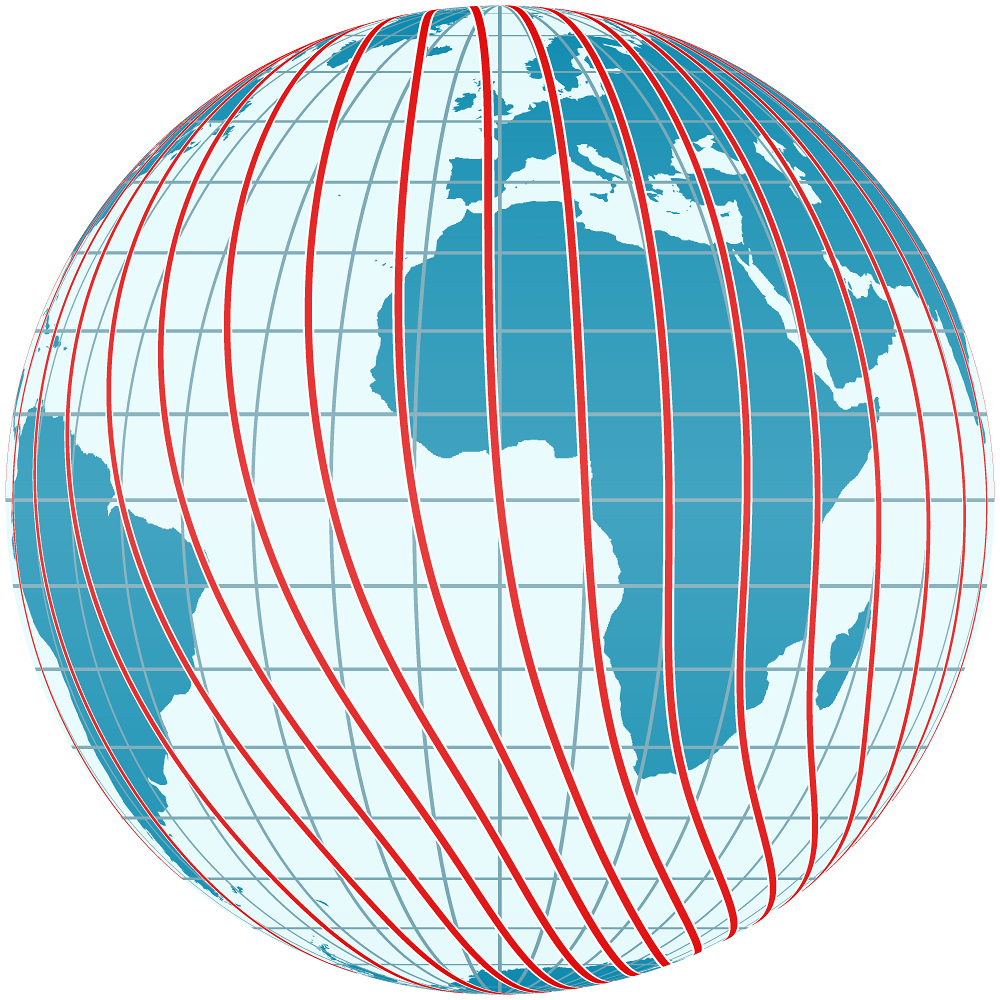
Blick auf 0° geographischer Länge
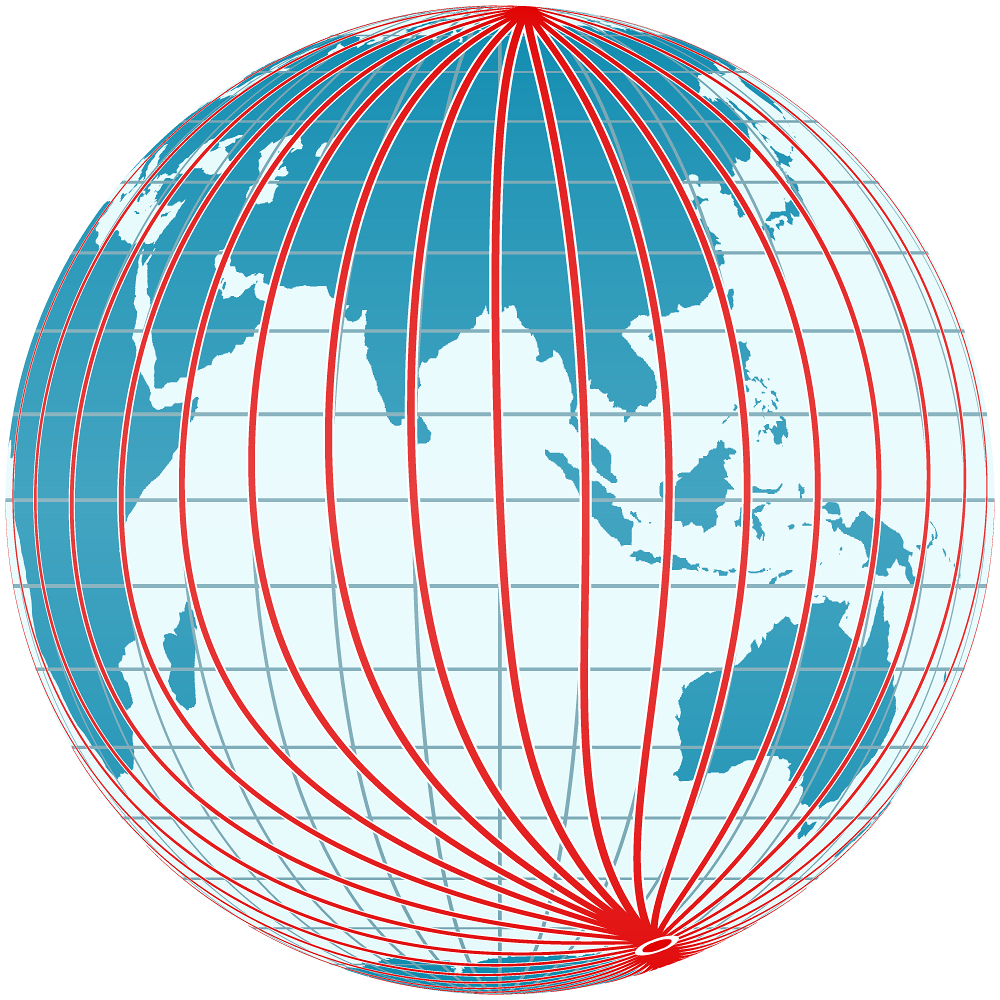
Blick auf 90° geographischer Länge
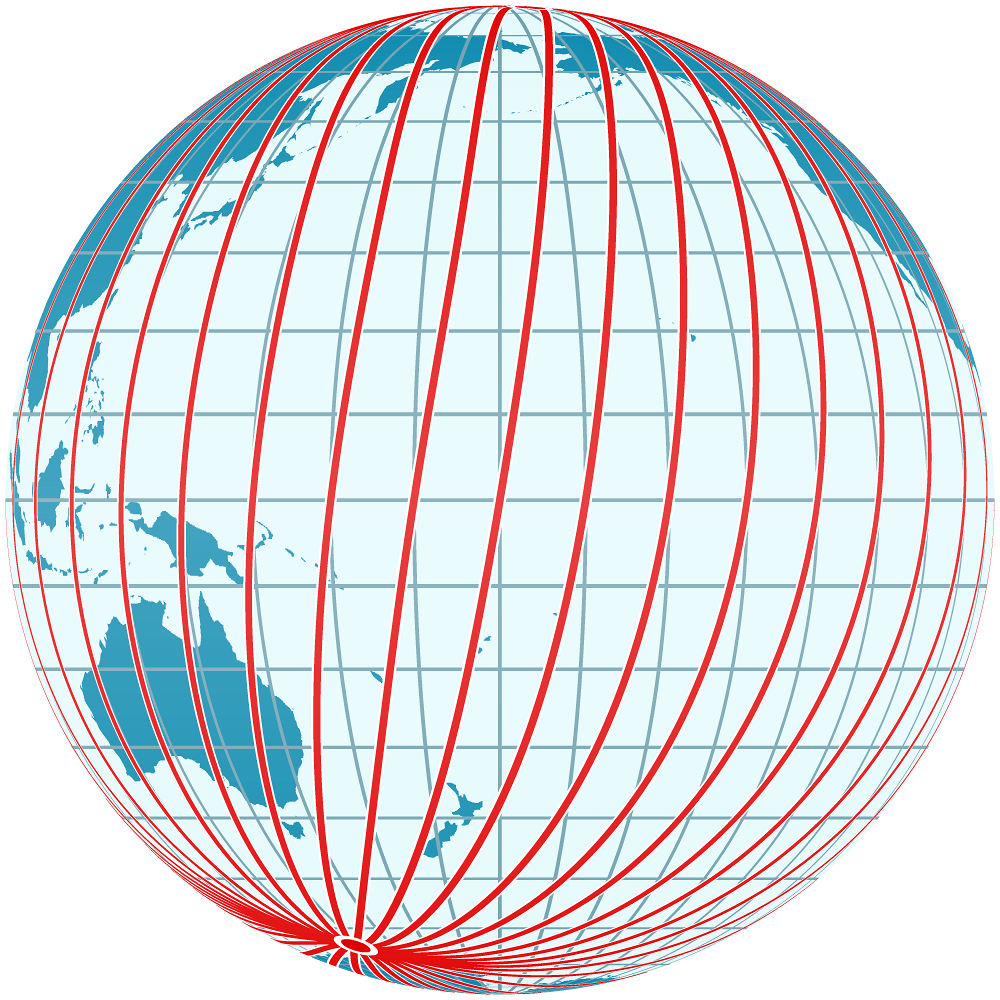
Blick auf 180° geographischer Länge
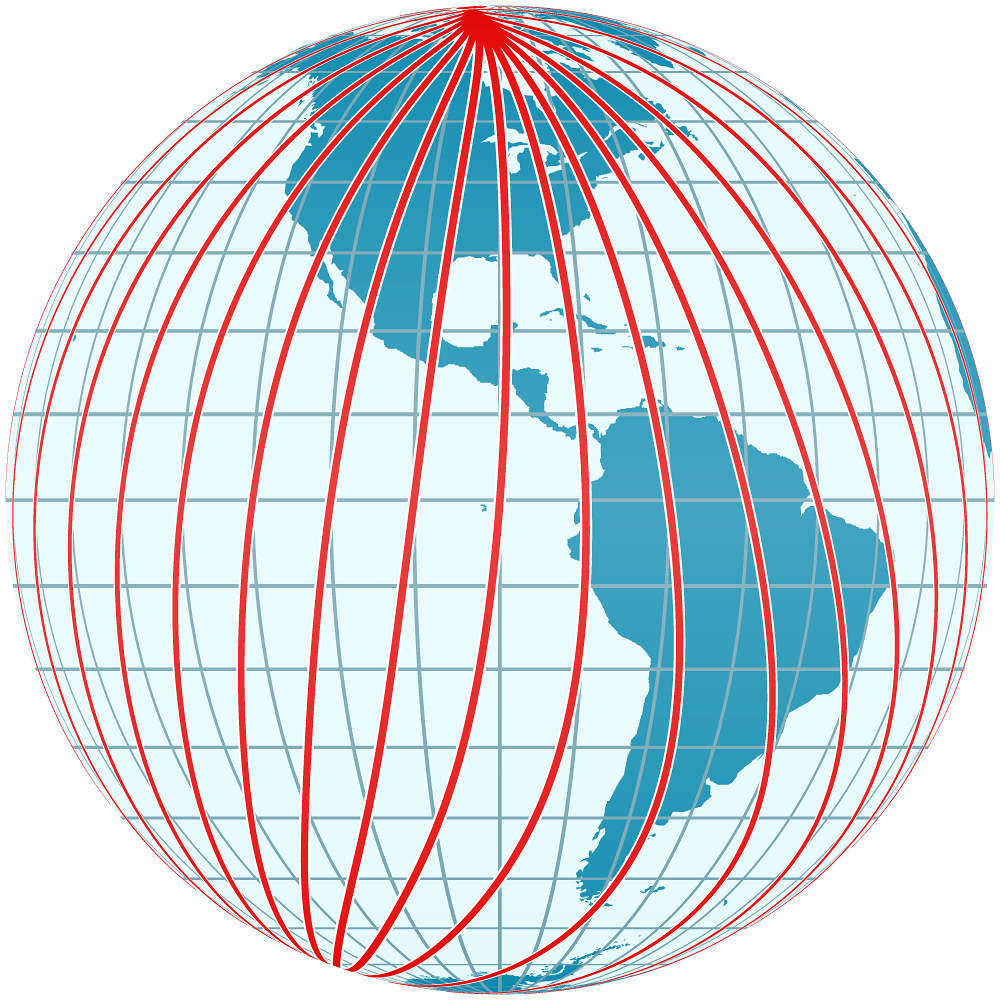
Blick auf −90° geographischer Länge
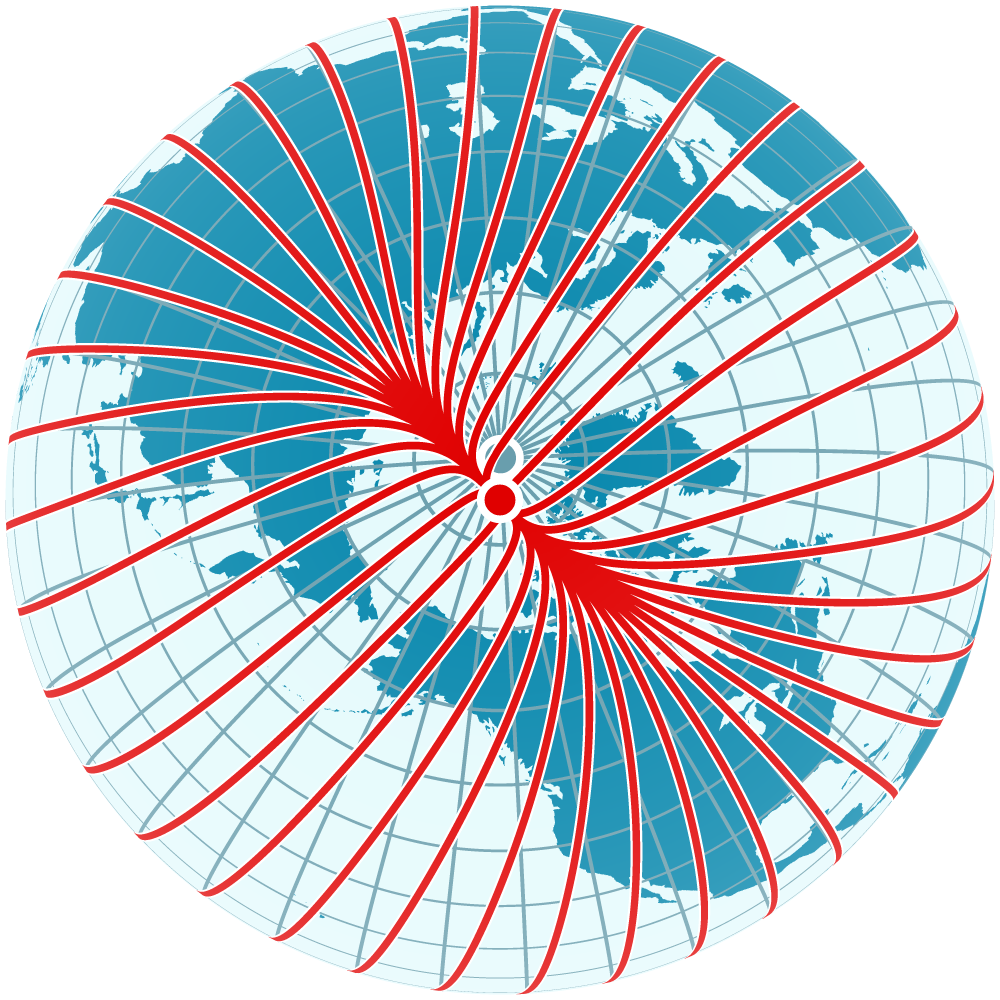
Blick auf den arktischen Magnetpol
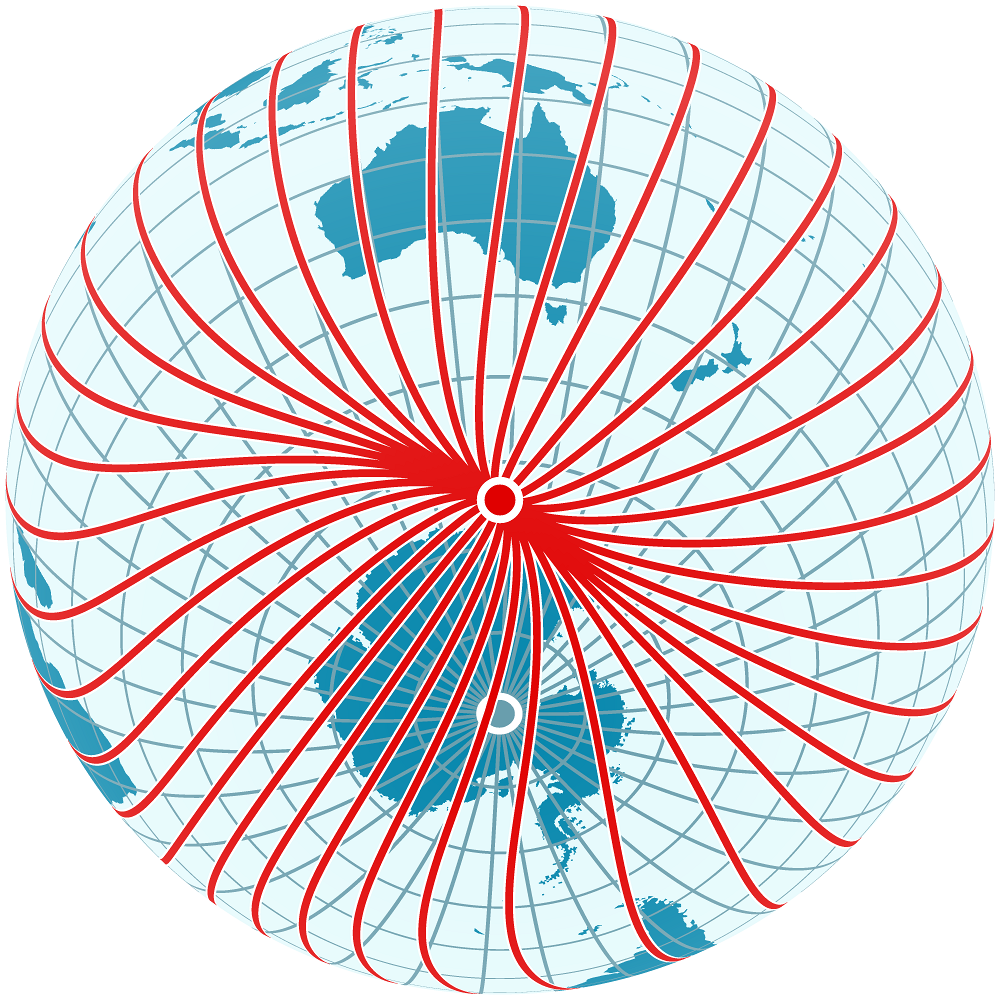
Blick auf den antarktischen Magnetpol

Die Meridiandarstellungen des Erdmagnetfeldes lassen die örtlichen Kompassrichtungen und damit den Verlauf der Horizontalkomponente des Feldes erkennen. Sie zeigen die Unregelmäßigkeiten des Feldes und demonstrieren, dass Kompasse in der Regel weder zum geographischen noch genau zum magnetischen Nordpol zeigen.